# Hemen

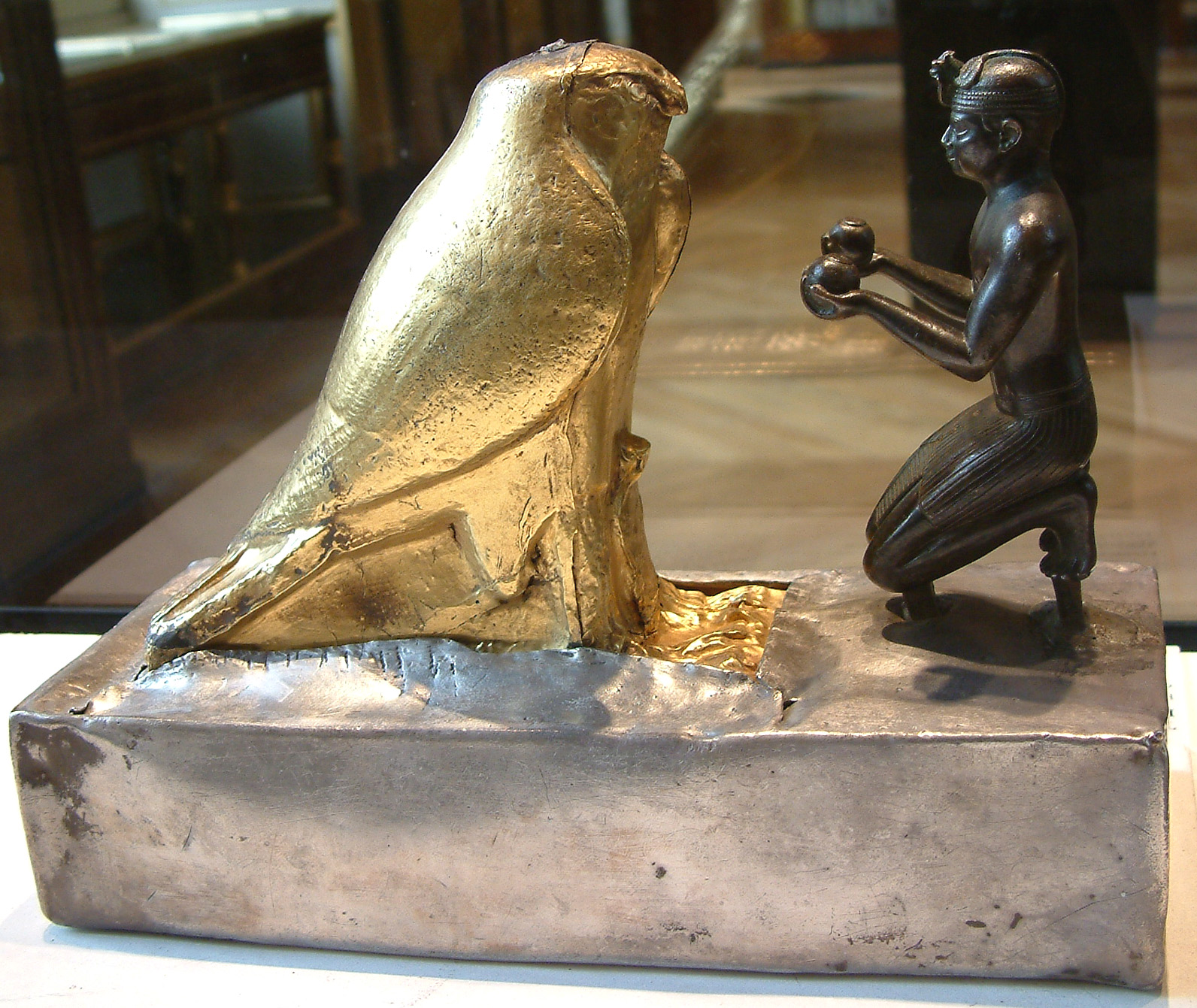
El faraón Taharqo de rodillas, ofreciendo dos vasos llamados 'nu' (reservados para ofrendas de vino) al dios halcón Hemen. Museo del Louvre.

Hemen, en la mitología egipcia, era un dios-halcón guerrero muy antiguo, originario del Alto Egipto.

## Características
Se representa luchando contra las fuerzas del caos atravesando con su lanza a un hipopótamo (que representa las fuerzas del mal). 
Es un dios local relacionado con el Más Allá. En los antiguos Textos de las pirámides aparece como un dios benefactor, protector de Osiris, a quien debe vengar. En el conjuro PT231 se le menciona:

Tu hueso es (convertido) en un arpón con el que arponearás.

Los corazones son removidos(?),

los nómadas están en el lugar de la lanza,

son derrocados.

¡Este es el dios Hemen!

En el contexto, se supone que Hemen, con un arpón, aparentemente hecho de hueso, de hipopótamo, ataca al hipopótamo del dios Seth.
En el Libro de los muertos, se le representa sosteniendo una serpiente en sus manos. De esta forma, el papel de Hemen es luchar contra las fuerzas del mal. Estuvo vinculado a Isis y Neftis con quien tuvo una hija.

## Lugares de culto
A menudo fue adorado como una entidad divina unificada con Horus, una forma de Horus, como Horus-Hemen, señor de Asfinis o como Horajte-Hemen de Hefat, una ciudad en el tercer nomo del Alto Egipto, al sur de Luxor. 
Flinders Petrie se refiere a Hemen como un dios de Tufium, ciudad situada a 20 km al sur de Luxor. Hemen también es el nombre de una ciudad del antiguo Egipto (como lo menciona Flinders Petrie durante sus estudios sobre Abidos).
A Hemen se le dedicaban fiestas náuticas que terminaban con la matanza de un hipopótamo que representaba al mal y al enemigo.

## Algunos ejemplos que contienen referencias a Hemen
Aunque Hemen solo es mencionado en un número limitado de inscripciones y textos, se pueden resaltar los siguientes:
- En los Textos de las Pirámides, Conjuro 231.[1]
- Se muestra a Anjtifi, un nomarca del Primer Período Intermedio, inspeccionando una flota, matando un hipopótamo en Hefat durante las festividades y ofreciéndolo a Hemen.[7]
- Una estela redondeada de la dinastía XIII invoca a Ptah-Sokaris-Osiris y a Horus-Hemen, señor de Asfinis. La estela estuvo anteriormente en la colección V. Golenishchev, pero ahora se encuentra en Moscú, en el Museo Estatal de Bellas Artes Pushkin.[8]
- El escultor jefe Userhat, que vivió a finales de la dinastía XVIII y principios de la XIX, menciona 'hacer que las estatuas de culto descansen en su santuario'. Hemen de Hefat es uno de los dioses enumerados de los que Userhat era responsable.[9]
- Estatua de la época de Amenhotep III, ahora en Aviñón, Musée Calvet.[10]
- En la dinastía 22 Hemen de Hefat es mencionado como oráculo. Un hombre llamado Ikeni aparece ante Hemen en Hefat y el dios dice '¡Ikeni tiene razón! Él pagó (etc.)'.[11]
- El faraón de la dinastía XXV, Taharqo, se muestra ante el dios Hemen en una estatua que ahora se encuentra en el Louvre.
- En c. 300 a. C., el culto de Hemen todavía está activo como lo atestigua una inscripción de un funcionario llamado Hornefer.[3]
- En la lista del Instituto Griffiths: un objeto de piedra con Hemen posiblemente con cabeza de halcón, muestra el texto de Amenofis III 'amado de Hemen, señor de la Fiesta Sed'.[12]